# Müttergesundheit
Müttergesundheit (in Österreich auch Muttergesundheit) bezeichnet die Gesundheit von Frauen bezüglich Schwangerschaft, Entbindung und Wochenbett. Angebote zur Förderung der Müttergesundheit umfassen die Sexualerziehung, Familienplanung, Kinderwunsch-Beratung, Schwangerschaftsvorsorge und nachgeburtliche Mütterberatung. Ebenso bilden gesetzliche Vorschriften zum Mutterschutz eine grundlegende Basis der Müttergesundheit. In den armen Ländern des Südens sind Schulbildung und Gesundheitsversorgung von ausschlaggebender Bedeutung für die Müttergesundheit und tragen wesentlich dazu bei, die Müttersterblichkeit zu senken. Aber auch in den entwickelten Ländern weisen bildungsmäßig und sozial benachteiligte Mütter und ihre Kinder eine schlechtere Gesundheit auf.
Eine schlechte Müttergesundheit hat schwerwiegende Auswirkungen auf Gesundheit und Entwicklung des Kindes. Armut, Unterernährung, körperliche und seelische Krankheiten beeinträchtigen die geistige (kognitive), körperliche (motorische), geistige und seelische (verhaltensmässige) Entwicklung während der gesamten Kindheit. Wenn die Gesundheit der Mutter während der Schwangerschaft stark beeinträchtigt ist, wird das Kind wahrscheinlich Gesundheits- und Entwicklungsprobleme bekommen, es droht ihm im schlimmsten Fall der Säuglingstod. Die physiologische Umgebung, welche die Mutter für den Embryo und Foetus bietet, ist kritisch für sein Wohlergehen noch lange nach der Geburt.
Die Angebote des Gesundheitswesens bestehen aus Screening und anderen Interventionen bei Frauen im gebärfähigen Alter und haben zum Ziel, die Risiken einer Schwangerschaft zu reduzieren. Komplikationen einer Schwangerschaft sollen verhindert oder möglichst frühzeitig entdeckt werden. Professionelle Geburtshelferinnen (Hebammen) können bei Komplikationen einer Geburt eingreifen. Nach der Entbindung hilft die Mütterberatung bei der Erholung von der Geburt, der Säuglingspflege und -ernährung (Stillberatung) und berät in Fragen der Familienplanung. Die Mütterpflege begleitet und unterstützt die Mutter im Wochenbett, bei der Säuglingspflege, bei der Betreuung des Haushalts und gegebenenfalls der älteren Kinder.

## Faktoren, welche die Gesundheit von Mutter und Kind beeinträchtigen

### Armut und fehlender Zugang zu medizinischen Leistungen
Das Risiko, während der Schwangerschaft oder der Geburt zu sterben ist in Sub-Sahara Afrika 175 mal größer als in den entwickelten Ländern, das Risiko für Schwangerschaftskrankheiten und negative Konsequenzen nach der Geburt ist noch größer. Armut, Müttergesundheit und die Chancen für das Kind hängen eng untereinander zusammen. Todesfälle in der ersten Lebenswoche in Entwicklungsländern machen 98 % der weltweiten Todesfälle dieses Alters aus. Im Jahr 2010 starben weltweit 287'000 Frauen während der Schwangerschaft oder der Geburt. Armut ist nachteilig für die Gesundheit von Mutter und Kind.
Eine in Kenia durchgeführte Studie zeigte, dass zu den verbreiteten Problemen der Gesundheit von Müttern in armen Gebieten Blutungen, Anämie, Bluthochdruck, Malaria, Plazenta Retention, vorzeitige Wehen, verlängerte / komplizierte Geburt und Präeklampsie gehören.
Die Nähe zu Einrichtungen und die Verfügbarkeit von Transportmöglichkeiten können einen wesentlichen Einfluss darauf haben, ob eine vorgeburtliche Betreuung in Anspruch genommen wird. In Mali fand eine Untersuchung über Müttergesundheitsdienste, dass Frauen, welche in ländlichen Gebieten weit entfernt von Gesundheitseinrichtungen lebten, seltener eine professionelle Betreuung während Schwangerschaft und Geburt erhielten als diejenigen in städtischen Gebieten. Ein Mangel an Transportmöglichkeiten wirkte sich noch stärker aus als der Wohnort allein. Ähnliche Ergebnisse zeigte eine Untersuchung im ländlichen Äthiopien.
Allgemein gehört zu einer angemessenen Schwangerenvorsorge medizinische Betreuung, aber auch Bildung, Soziale Dienste und die Sicherstellung einer ausreichenden Ernährung während der Schwangerschaft. Auch in entwickelten Ländern sind Frauen, welche in armen Gebieten leben, eher übergewichtig, haben häufiger ungesunde Verhaltensweisen wie Rauchen und Drogenkonsum, nehmen seltener Schwangerschaftsvorsorge in Anspruch, oder haben einen schlechteren Zugang dazu. Sie weisen ein deutlich höheres Risiko für negative Folgen für Mutter und Kind auf.
Es gibt verschiedene Gründe, warum Frauen keine Schwangerschaftsvorsorge in Anspruch nehmen. In einer amerikanischen Studie hatten 71 % von Frauen mit geringem Einkommen Schwierigkeiten, Zugang zu Leistungen der Schwangerschaftsvorsorge zu erhalten. In den USA haben Einwanderer- und spanischstämmige Frauen ein höheres Risiko als weiße oder schwarze Frauen, wenig oder keine Betreuung zu erhalten. Das Ausbildungsniveau ist ebenso ein Indikator. Amerikanische Adoleszenten erhalten am seltensten Vorsorgeleistungen während einer Schwangerschaft. In mehreren Studien nannten Frauen und Adoleszente mangelnde Geldmittel und fehlende Transportmöglichkeiten als die häufigsten Barrieren, um Vorsorgeleistungen beziehen zu können. Die Qualität von Vorsorgeleistungen hängt stark mit dem Einkommen zusammen.

### HIV/AIDS
Mütterliche HIV-Raten variieren weltweit zwischen 1 % und 40 %. Die afrikanischen und asiatischen Länder haben die höchsten Raten. HIV kann während der Schwangerschaft, bei der Geburt oder beim Stillen auf das Kind übertragen werden, am häufigsten geschieht die Übertragung schon während der Schwangerschaft. Eine infizierte Mutter überträgt das Virus mit einer Wahrscheinlichkeit von etwa 25 % auf das Kind, falls sie keine genügende antiretrovirale Behandlung erhält. Wenn sie aber während der Schwangerschaft behandelt wird, besteht eine 98-prozentige Chance, dass das Kind nicht infiziert wird.
Nach Mitteilungen von UNICEF stieg in den letzten zehn Jahren die Zahl der an HIV/Aids verstorbenen Kinder stark an, speziell in Ländern, wo die Armut hoch und der Bildungsgrad tief ist. Obwohl verschiedene präventive Maßnahmen möglich wären, sind die hohen Kosten und die fehlende Infrastruktur zwei zentrale Probleme, mit welchen die internationalen Organisationen zu kämpfen haben, wenn sie die Mutter-Kind-Übertragung von HIV in den Entwicklungsländern bekämpfen wollen. Eine Schwangerschaft unter HIV-Infektion ist in Entwicklungsländern zudem ein noch größeres Risiko für die Mutter, z. B. an Tuberkulose oder Malaria zu erkranken.

### Übergewicht
Das Körpergewicht sollte während der Schwangerschaft um etwa 10 bis 15 kg zunehmen. Mütterliche Adipositas kann zu erhöhtem Blutdruck, Diabetes, Atemwegskomplikationen und Infektionen führen und den Verlauf der Schwangerschaft ungünstig beeinflussen. Starkes Übergewicht ist ein bedeutender Risikofaktor für Schwangerschaftsdiabetes. Dieser wiederum führt zur Geburt sehr schwerer Säuglinge, zu Übergewicht beim Kind und später zu Diabetes Typ II.

### Unterernährung
Die Ernährung des Embryos und Fötus beruht auf der mütterlichen Eiweiß-, Vitamin-, Mineral- und Gesamtkalorienaufnahme. Kinder unterernährter Mütter entwickeln sich weniger und sind infolge dieser Wachstumsretardierung kleiner, leichter und schwächer bei der Geburt und weisen eher Missbildungen auf. Insbesondere die Gehirnentwicklung kann beeinträchtigt sein. Zusätzlich kann der mütterliche Stress den Fötus direkt und indirekt beeinflussen. Physiologische Veränderungen unter Stress wirken sich auf den sich entwickelnden Fötus aus.

### Depression
Mutterschaft und elterliche Pflichten können stark belastend sein, insbesondere wenn materiellen Voraussetzungen und die sozialen Bedingungen ungünstig sind. Psychische Krankheiten von Müttern können wiederum eine erhebliche Belastung für die Kinder darstellen. In den USA zeigt die Statistik Depression bei 10 % aller Mütter; bei wirtschaftlich benachteiligten Müttern ist der Anteil noch höher.

### Drogen, Tabak und Alkohol
Neugeborene, deren Mütter während der Schwangerschaft Heroin konsumieren, zeigen bei der Geburt oft Entzugserscheinungen und haben später eher Aufmerksamkeitsstörungen und andere Gesundheitsprobleme. Die Verwendung von Stimulanzien wie Methamphetamin und Kokain während der Schwangerschaft ist mit einer Reihe von Problemen für das Kind verbunden, wie niedriges Geburtsgewicht, kleiner Kopfumfang, motorische und kognitive Entwicklungsverzögerungen sowie Verhaltensprobleme in der Kindheit.
Die amerikanische Akademie für Kinder- und Jugendpsychiatrie hat festgestellt, dass 6-Jährige, deren Mütter während der Schwangerschaft geraucht haben, auf einem Intelligenztest weniger gut abschneiden, als Kinder, deren Mütter nicht rauchten. Rauchen während der Schwangerschaft kann eine Vielzahl von nachteiligen Wirkungen auf die Gesundheit und Entwicklung des Kindes haben. Häufige Folgen des Rauchens während der Schwangerschaft sind Frühgeburten, niedriges Geburtsgewicht, foetale und neonatale Todesfälle, Erkrankungen der Atemwege und plötzlicher Kindstod, sowie ein erhöhtes Risiko für kognitive Störungen, Aufmerksamkeitsdefizit-Hyperaktivitätsstörung (ADHS) und andere Verhaltensstörungen. Eine Meta-Analyse im International Journal of Cancer zeigt für Kinder, deren Mütter während der Schwangerschaft geraucht hatten, eine 22%ige Risikoerhöhung für Non-Hodgkin-Lymphom.
Obwohl für maßvollen Alkoholkonsum (ein bis zwei Gläser an einzelnen Tage pro Woche) während der Schwangerschaft keine schädlichen Auswirkungen nachgewiesen werden konnten, wird generell vom Konsum von Alkohol während der Schwangerschaft abgeraten. Übermäßiger Alkoholkonsum während der Schwangerschaft kann zum foetalen Alkoholsyndrom führen, mit körperlichen und kognitiven Auffälligkeiten beim Kind, wie Missbildungen von Gliedmaßen, Gesicht und Herz, Lernproblemen, unterdurchschnittlicher Intelligenz bis zur geistigen Behinderung.

### Zahngesundheit
Die mütterliche Zahngesundheit beeinflusst das Wohlergehen von Mutter und (ungeborenem) Kind. Der Bericht des Jahres 2000 des Surgeon General, des Leiters des United States Public Health Service, betont die gegenseitige Abhängigkeit von Zahngesundheit und Gesundheit insgesamt. Die Zahngesundheit während der Schwangerschaft beeinflusst die zukünftige Entwicklung des Kindes.
Der Bericht nennt verschiedenste Krankheiten mit Auswirkungen auf die Zahngesundheit, als auch umgekehrt, wie Diabetes, Herzkreislaufkrankheiten, Schlaganfall und Schwangerschaftskomplikationen mit der Zahngesundheit assoziiert sind, auch Lebensqualität, funktionale, psychosoziale und ökonomische Indikatoren. Schlechte Zahngesundheit wirkt sich ungünstig auf Ernährung, Schlaf, soziale Beziehungen, Schule und Arbeit aus.
Die Schwangerschaft verändert die Physiologie der Frau, die Hormonspiegel und die immunologischen Reaktionen, und bewirkt so auch eine erhöhte Anfälligkeit für Krankheiten des Bindegewebe des Zahnhalteapparates (Periodontium).
Zahnkaries wird durch den Austausch von Speichel mit den darin enthaltenen Bakterien vertikal von Mutter auf Kind übertragen. Die mütterliche Mundflora überträgt sich auf die Nachkommen. Auch die sozialen und Verhaltensgewohnheiten, sowie fehlende Zahnpflegekenntnisse übertragen sich auf das Kind und beeinflussen dessen zukünftige Zahngesundheit.
Verglichen mit Kindern, deren Mütter eine gute Zahngesundheit aufweisen, haben Kinder von Müttern mit schlechter Zahngesundheit ein fünfmal höheres Risiko, selbst schlechte Zähne zu bekommen. Trotz der Wichtigkeit von Zahngesundheit erhalten viele schwangere Frauen keine adäquate zahnärztliche Betreuung, sogar bei offensichtlichen Zahnproblemen.

### Teratogene
Ein Teratogen ist ein äußerer Wirkungsfaktor, der Fehlbildungen beim Embryo hervorrufen kann. Chemikalien, Viren und ionisierende Strahlung können zu einem Geburtsdefekt führen oder die Entwicklung des Kindes beeinträchtigen. Dosis, genetische Empfänglichkeit und Zeitpunkt der Exposition sind alles Faktoren, die das Ausmaß der schädlichen Wirkungen bestimmen. Rezeptpflichtige Arzneimittel, die während der Schwangerschaft eingenommen werden, wie Streptomycin, Tetracycline, einzelne Antidepressiva, Progestin, synthetisches Östrogen und Accutane, sowie rezeptfreie Mittel, z. B. Diätpillen, können eine teratogene Wirkung entfalten. Auch können hohe Dosen von ASS zu mütterlichen und kindlichen Blutungen führen, obwohl niedrig dosiertes Aspirin normalerweise nicht schadet.

### Herpes
Herpes genitalis wird bei der Geburt im Geburtskanal auf das Kind übertragen. In Schwangerschaften, wo die Mutter mit dem Virus infiziert ist, bekommen 25 % der Kinder einen Hirnschaden, ein Drittel stirbt. In den entwickelten Ländern wählen von Herpes genitalis und HIV betroffene Mütter oft den Weg des Kaiserschnitts, um das Risiko der Übertragung des Virus zu umgehen. Diese Option ist in Entwicklungsländern meist nicht verfügbar.

## Stillen
Nach der Geburt ernährt die Mutter den Säugling mit der Brust, sofern sie dies wünscht und kann. Stillen hat viele Vorteile für den Säugling. Die Weltgesundheitsorganisation empfiehlt, dass die Mütter ihre Kinder in den ersten zwei Jahren des Lebens stillen, während die American Academy of Pediatrics und die American Academy of Family Physicians empfehlen, dass Mütter dies zumindest während der ersten sechs Monate tun und damit so lange fortfahren, wie gegenseitig gewünscht. Kleinkinder, die gestillt werden, sind weniger anfällig für Infektionen mit z. B. Haemophilus influenzae, Streptococcus pneumoniae, Vibrio cholerae, Escherichia coli, Giardia lamblia, B-Streptokokken, Staphylococcus epidermidis, Rotavirus, Respiratory-Syncytial-Virus und Herpes-simplex-Virus 1, für Infektionen des Magen-Darm-Trakts und der unteren Atemwege sowie für Mittelohrentzündungen. Bei gestillten Babys finden sich niedrigere Raten von plötzlichem Kindstod und von Kindersterblichkeit insgesamt. Seltener sind außerdem Stoffwechsel- und Krebserkrankungen.
Auch den Frauen bietet das Stillen einen langfristigen Nutzen. Nachgewiesen wurde etwa, dass Frauen, die längere Zeit stillen, ein deutlich vermindertes Risiko haben, an Eierstockkrebs zu erkranken. Auch an Brustkrebs erkranken Frauen, die sehr lange stillen, geringfügig seltener als Frauen, die Flaschenkost füttern. Viele andere günstige Effekte auf die Müttergesundheit, die dem Stillen in der Vergangenheit zugeschrieben worden sind, wie z. B. eine beschleunigte Rückkehr zum ursprünglichen Körpergewicht, gelten heute jedoch als Mess-Artefakte aus methodisch problematischen Studien, die mögliche andere Faktoren als das Stillen (z. B. Ernährungsgewohnheiten) systematisch ausgeklammert haben.
Die Übertragung von HIV durch das Stillen ist jedoch ein riesiges Problem in Entwicklungsländern, namentlich in Subsahara-Afrika. Die Mehrheit der Kinder, die HIV durch die Muttermilch erwerben, tun dies in den ersten sechs Wochen des Lebens.
Das Virus ist auch eine der Hauptursachen der Müttersterblichkeit, vor allem bei Müttern, die stillen. Eine Komplikation ist, dass viele HIV-infizierte Mütter sich keine Flaschennahrung leisten können und somit keine Möglichkeit haben, die Übertragung des Virus auf das Kind zu verhindern. In Fällen wie diesem haben Mütter keine andere Wahl, als ihre Kinder unabhängig von ihrem Wissen über die schädlichen Auswirkungen zu stillen.

## Langzeitauswirkungen auf die Mutter

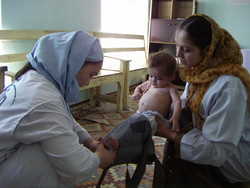
Mutter-Kind Sprechstunde in Afghanistan

In vielen Entwicklungsländern sind Komplikationen bei Schwangerschaft und Geburt die führenden Ursachen von Müttersterblichkeit (Tod von Frauen im gebärfähigen Alter). Weltweit stirbt etwa jede Minute eine Frau an Komplikationen der Geburt. Laut dem World Health Report 2005 der Weltgesundheitsorganisation, ist die schlechte Müttergesundheit die vierthäufigste Todesursache für Frauen weltweit, nach HIV / AIDS, Malaria und Tuberkulose.
Die meisten mütterlichen Todesfälle, Verletzungen und Krankheiten werden durch biologische Prozesse verursacht und nicht von Krankheiten; sie können verhindert werden und wurden in der entwickelten Welt weitgehend ausgerottet, wie postpartale Blutungen, die 34 % der mütterlichen Todesfälle verursachen in den Entwicklungsländern, aber nur 13 % der Müttersterblichkeit in den entwickelten Ländern.
In den entwickelten Ländern wurde die Müttersterblichkeit mit der ausgebauten Gesundheitsversorgung zu einem seltenen Ereignis, mit nur 1 % der mütterlichen Todesfälle weltweit. In den Entwicklungsländern können einfachste Komplikationen oft tödlich sein, weil der wichtigste Faktor für eine sichere Mutterschaft, dass ein ausgebildeter Geburtshelfer oder eine Hebamme bei jeder Geburt vorhanden ist, nicht sichergestellt ist, und oft kein Transport zu einem geburtshilflichen Zentrum zur Verfügung steht. Im Jahr 2008 starben weltweit 342'900 Frauen während der Schwangerschaft oder der Geburt. Obwohl dies eine hohe Zahl ist, war es eine bedeutsame Verbesserung seit 1980, als 526'300 Frauen an denselben Ursachen starben. Die Verbesserung war die Folge von tieferen Schwangerschaftsraten in einigen Ländern; einem höheren Einkommen, was die Ernährung und den Zugang zu Gesundheitsdiensten verbessert; mehr Bildung für die Mütter; und die höhere Verfügbarkeit von ausgebildeten „birth attendants“ – Leute mit Ausbildung in einfacher Geburtshilfe und für Notfälle. Die Situation wurde vor allem durch Verbesserungen in großen Ländern wie Indien und China begünstigt, was die Gesamtsterberaten gesenkt hat. In Indien begann die Regierung durch Zahlungen den Zugang zu Pränatal- und Geburtshilfe zu gewährleisten. Der Erfolg war so groß, dass Indien als Hauptgrund für die Abnahme der weltweiten Müttersterblichkeit gilt.
Geburtskomplikationen führen nicht immer zum Tod, sondern zwanzigmal häufiger zu gesundheitlichen Problemen wie Infektionen, Verletzungen und Behinderungen. Immer noch gebären 50 % der Frauen in Entwicklungsländern ohne einen medizinisch ausgebildeten Geburtshelfer, der Anteil ist in Südasien noch höher. Frauen südlich der Sahara stützen sich hauptsächlich auf traditionelle Geburtshelfer mit wenig oder keiner formellen medizinischen Ausbildung. Einige Länder und Nicht-Regierungs-Organisationen unternehmen im Bewusstsein von deren traditionellen Rollen Anstrengungen, sie in Fragen der Müttergesundheit auszubilden, um die Gesundheits-Chancen für Mütter und Kinder zu verbessern.

## Müttersterblichkeit

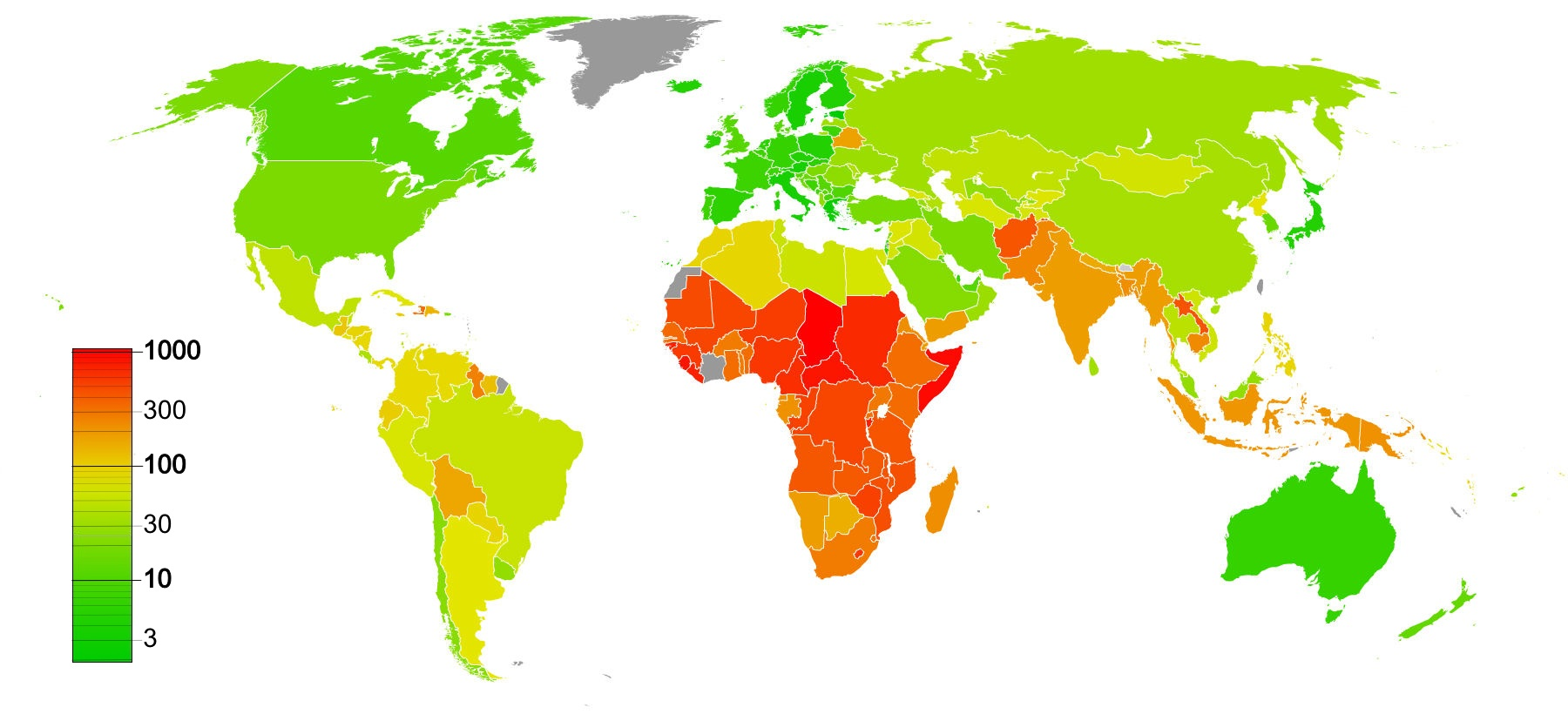
Müttersterblichkeitsrate weltweit (Anzahl mütterliche Todesfälle pro 100'000 Lebendgeburten) alle Todesursachen, welche mit einer Schwangerschaft zusammenhängen, ohne Unfälle oder unabhängige Todesursachen.

Die U.S. Joint Commission on Accreditation of Healthcare Organizations bezeichnet die Müttersterblichkeit als Anzeiger der Qualität der Gesundheitsversorgung und braucht sie zu deren Evaluation.
Die Daten zur Müttersterblichkeit gelten als wichtiger Indikator der Qualität der Gesundheitsversorgung, weil schwangere Frauen in hygienischen, sicheren, gut besetzten und ausgestatteten Einrichtungen überleben. Wenn es jungen Müttern gut geht, bedeutet dies, dass das Gesundheitssystem seine Arbeit macht. Wenn nicht, existieren wahrscheinlich Probleme.
Nach Garret ist die Senkung der Müttersterblichkeit ein wichtiges Ziel der world health community, weil dies zeigt, dass sich auch andere Gesundheitsbelange verbessern. Die Verbesserung der Gesundheit beeinflusst die ganze Bevölkerung positiv.
Die Müttersterblichkeit hat weltweit abgenommen, am stärksten in Südostasien mit 59 % und in Afrika mit 27 %. Aber keine Region wird das Millennium-Entwicklungsziel einer Senkung der Müttersterblichkeit um 75 % bis im Jahr 2015 erreichen können.

## Internationale Programme zur Verbesserung der Müttergesundheit
Die Weltbank schätzt, dass 3,00 US-Dollar pro Person und Jahr genügen, um für Frauen in Entwicklungsländern grundlegende Leistungen der Gesundheitsversorgung während Schwangerschaft und Geburt bereitzustellen. Viele Non-Profit-Organisationen haben Programme, um in Entwicklungsländern die Bevölkerung zu informieren und den Zugang zu Notfall-Geburtshilfe für Mütter zu fördern. Der Bevölkerungsfonds der Vereinten Nationen (UNPFA) begann 2009 eine Kampagne für beschleunigte Reduzierung der Müttersterblichkeit in Afrika (CARMMA), wobei der Schwerpunkt auf die Bereitstellung einer qualitativ genügenden Gesundheitsversorgung für Mütter gelegt wird. In Sierra Leone wird von CARMMA beispielsweise eine kostenlose Gesundheitsversorgung für Mütter und Kinder angeboten. Die Initiative hat breite Unterstützung von afrikanischen Staatschefs, sie wurde in Zusammenarbeit mit den Gesundheitsministern der Afrikanischen Union gestartet.
Die Verbesserung der Müttergesundheit ist das fünfte von den acht Millenniumszielen der Vereinten Nationen. Die Zahl der Frauen, welche während einer Schwangerschaft oder Geburt sterben, soll bis 2015 um drei Viertel abnehmen, vor allem durch die vermehrte Inanspruchnahme von qualifizierter Geburtshilfe, Empfängnisverhütung und Familienplanung. Der aktuelle Rückgang der Müttersterblichkeit ist nur die Hälfte von dem, was notwendig ist, um dieses Ziel zu erreichen. In einigen Regionen wie Afrika südlich der Sahara nimmt die Müttersterblichkeit sogar zu. Die Verringerung der Müttersterblichkeit und Krankheitslast in den Entwicklungsländern ist wichtig, weil die schlechte Gesundheit der Mütter sowohl ein Hinweis auf extreme Armut wie eine Ursache davon ist.

“Maternal deaths are both caused by poverty and are a cause of it. The costs of childbirth can quickly exhaust a family’s income, bringing with it even more financial hardship.”

„Müttersterblichkeit ist sowohl Ursache als auch Folge von Armut. Die Kosten einer Geburt können schnell das Einkommen einer Familie erschöpfen und sie finanzielle Not stürzen.“

Im Mai 2014 hat die Weltgesundheitsversammlung den Maßnahmenplan „Every Newborn“ beschlossen und damit den Weg für die nationale Umsetzung und Überwachung der wichtigsten strategischen Maßnahmen weiter geebnet, um die Gesundheit und das Wohlbefinden des Neugeborenen und ihren Müttern auf der ganzen Welt zu verbessern. Das Programm wird durch das Bundesministerium für wirtschaftliche Zusammenarbeit und Entwicklung unterstützt.
Die entwickelten Länder hatten bis Anfang des 20. Jahrhunderts Müttersterblichkeitsraten ähnlich denen der Entwicklungsländer am Anfang des 21. Jahrhunderts. Im 19. Jahrhundert begann die schwedische Regierung ein Programm der öffentlichen Gesundheit, um die Sterblichkeitsrate auf weniger als 300 pro 100'000 Lebendgeburten zu senken. Es wurden genügend Hebammen ausgebildet, um alle Geburten begleiten zu können. Dieser Ansatz wurde später von Norwegen, Dänemark und den Niederlanden mit ähnlichem Erfolg umgesetzt.
Der zunehmende Gebrauch von Verhütungsmitteln und Familienplanung verbessert die Gesundheit der Mütter, vor allem durch die Reduktion der Zahl der Schwangerschaften, da jede davon ein Risiko für die Frau ist. In Nepal wurde eine starke Betonung auf die Bereitstellung von Familienplanung in ländlichen Regionen gelegt, was sich als wirksam herausstellte. In Madagaskar nahm die Verwendung von Verhütungsmitteln nach der Einführung eines landesweiten Programms zur Familienplanung von 5,1 % im Jahr 1992 auf 29 % im Jahr 2008 zu.

### Internationale Organisationen
- UNICEF Improve maternal health
- World Health Organization Maternal Health
- UNFPA Hauptseite Müttergesundheit
- Partnership for Maternal, Newborn, and Child Health
- United Nations Millennium Campaign | Goal 5: Maternal health

### Wissenschaftliche Literatur und Daten
- The Global Library of Women's Medicine Safer Motherhood
- UNICEF Maternal Health Databases
- WHO Making Pregnancy Safer Länderprofile zur Mütter- und Säuglingsgesundheit

### US und internationale Hilfs- und Advocacy Organisationen
- Jhpiego – Innovating to Save Lives
- Maternal Health Taskforce
- White Ribbon Alliance for Safe Motherhood
- Family Care International
- Safe Motherhood
- March of Dimes
- EngenderHealth Maternal Health Care: Saving Women's Lives
- Women Deliver
- Breastfeeding Nutrition
- Astarte, an initiative of JSI Research & Training Institute

### Andere englischsprachige Seiten
- UK Women and Children First
- Women’s Health Victoria National guidance on collaborative maternity care

### Deutschsprachige Seiten
- Bundesministerium für wirtschaftliche Zusammenarbeit und Entwicklung (BMZ) Die Gesundheit von Müttern verbessern
- Bundesministerium für wirtschaftliche Zusammenarbeit und Entwicklung (BMZ) Sexuelle und reproduktive Gesundheit und Rechte
- Eidgenössisches Departement für auswärtige Angelegenheiten (EDA) Sexuelle und reproduktive Gesundheit, Mutter-Kind-Gesundheit
- Bundesamt für Statistik (Schweiz) Reproduktive Gesundheit
- Rotary international Müttergesundheit
- Comundo (früher: Bethlehem Mission Immensee) Schweizer Mutternacht – Hintergründe